# Dirk Van Mechelen
Pour les articles homonymes, voir Van Mechelen.
Dirk L.M. Van Mechelen est un homme politique belge, né à Kapellen  (Anvers), le 27 août 1957 et membre du OpenVLD.
Il est porteur d'une licence en histoire (KUL,1980). Il fut secrétaire privé (1982-85), puis conseiller et secrétaire de cabinet (1985-88) du ministre Jacky Buchmann.

## Carrière politique
- bourgmestre de Kapellen (2001 - )
- conseiller communal de Kapellen (1983 - )
- échevin à Kapellen (1987-2000)
- député fédéral (1987-1995)
- Ministre flamand :
  - de l'Économie, de l'Aménagement du Territoire et des Médias (Gouvernement Dewael)
  - des Finances, du Budget, de l'Innovation, de l'Aménagement du Territoire et des Médias (Gouvernement Dewael)
  - des Finances, du Budget, de l'Aménagement du Territoire, des Sciences et de l'Innovation technologique (Gouvernement Somers)
  - des Finances, du Budget et de l'Aménagement du Territoire (Gouvernement Leterme)
  - plus vice-ministre-président (Gouvernement Peeters I)
- Membre du Conseil flamand (1988 - 1995)
- Député flamand :
  - du 13 juin 1995 au 13 juillet 1999 ;
  - du 6 juillet 2004 au 22 juillet 2004 ;
  - du 7 juin 2009 au 25 mai 2014
- Député fédéral
  - du 25 mai 2014

Il est grand officier de l'ordre de Léopold.